# Bíró Márk
Bíró Márk (Eger, 1974. –) magyar politikus, 2010-től 2022-ig a Fidesz-KDNP országgyűlési képviselője.

## Családja
Házas, felesége neve Ivetta. Egy gyermekük van, Nikoletta.

## Életrajz
Salgótarjánban szerzett műszakicikk-eladói képesítést. Pásztón nőtt fel, ahol jelenleg is él családjával.
A Fidesz 2002-es országgyűlési választáson történt veresége sarkallta arra, hogy belépjen a pártba. 2006 és 2010 között a Nógrád Megyei Önkormányzat megyei közgyűlésének képviselője.
2010. május 14. és 2010. június 21. között a Fogyasztóvédelmi bizottság tagja. 2010. június 21.-től napjainkig a Honvédelmi és rendészeti bizottság tagja.
Negatív rekordként 12 év képviselői léte alatt egyetlen parlamenti hozzászólása sem volt.